# Drivers License
"Drivers License" (estilizada em letras minúsculas) é o single de estreia da cantora norte-americana Olivia Rodrigo, gravada para seu álbum de estúdio de estreia Sour (2021). Ela escreveu a canção com seu produtor Dan Nigro. A canção foi lançada em 8 de janeiro de 2021, através da Geffen e Interscope Records, como o primeiro single do álbum. Com uma letra comovente detalhando uma decepção amorosa, "Drivers License" é uma power ballad atmosférica que foi descrita como uma canção bedroom pop e power pop. É caracterizada por sua produção minimalista construída em torno de um piano, incorporando bumbo, harmonias, palmas sincopadas e uma ponte dos sonhos.
A canção desvenda as emoções "multifacetadas" que Rodrigo sofreu após sofrer uma decepção amorosa. Ela especulou a música em suas redes sociais por muitos meses em 2020, antes de anunciá-la em 4 de janeiro de 2021. O videoclipe oficial foi postado no YouTube junto com o lançamento da música, no qual Rodrigo dirige em uma área suburbana após receber sua carteira de motorista, e relembra suas memórias do tema da música que a encorajou a receber a licença. "Drivers License" foi amplamente aclamada pelos críticos musicais, que elogiaram a composição catártica e os vocais emocionais de Rodrigo, e a produção emocionante da música; muitos notaram suas influências de Taylor Swift e Lorde.
"Drivers License" quebrou uma série de recordes, incluindo o recorde do Spotify para o maior número de streams de um dia para uma música não-natalina, que alcançou no quarto dia de lançamento, e primeira semana para uma música no Spotify e Amazon Music. A canção chegou ao topo da Billboard Hot 100 dos EUA como um dos maiores sucessos de número um da história, e fez de Rodrigo a primeira artista feminina não participante do American Idol a ter seu primeiro single de estreia como número um desde Lauryn Hill em 1998, e a artista mais jovem a estrear no topo das paradas. A canção passou oito semanas em número um, tornando-se o número um mais longo em um single de estreia. Foi certificado como platina tripla pela RIAA. Em outros lugares, "Drivers License" alcançou o primeiro lugar em sete países adicionais, além de passar várias semanas no topo das paradas na Austrália, Canadá, Irlanda, Nova Zelândia e Reino Unido. A canção também atingiu o pico entre o top 10 em muitos territórios, incluindo, França, Alemanha, Itália, Espanha e vários outros.

## Antecedentes e lançamento
Rodrigo estrelou em um papel principal na série da Disney+, High School Musical: The Musical: The Series. Ela contribuiu com uma canção escrita por ela mesma chamada "All I Want" para a trilha sonora, que recebeu certificado de Ouro pela Recording Industry Association of America (RIAA), por vender mais de 500.000 unidades nos Estados Unidos. A série foi renovada para uma segunda temporada em 2021. Rodrigo assinou contrato com a Geffen Records, subsidiária da Interscope Records, com a intenção de lançar seu primeiro EP em 2021.
Quando eu pensei em 'Drivers License', eu estava passando por uma decepção amorosa que era tão confusa para mim, tão multifacetada. Colocar todos esses sentimentos em uma música fez tudo parecer muito mais simples e claro— e no final do dia, acho que esse é o propósito de escrever uma música. Não há nada como sentar ao piano no meu quarto e escrever uma música muito triste. É realmente minha coisa favorita no mundo.— Rodrigo sobre as origens de "Drivers License" Uproxx
Ela especulou a canção por muitos meses em 2020, incluindo a letra da versão demo da canção no Instagram. Ela postou um trecho com a legenda "Escrevi outro dia. Muito perto do meu coração. Eu acho que vou chamar de drivers license", onde ela toca a música em um piano. A música foi anunciada em 4 de janeiro. A canção foi lançada em todas as plataformas digitais de música e streaming em 9 de janeiro de 2021, ao lado de um videoclipe no YouTube. A faixa é o primeiro single de seu futuro EP de estreia. "Drivers License" impactou o Contemporary hit radio dos EUA em 19 de janeiro.

## Composição e letra
Começando com um piano, "Drivers License" é uma power ballad atmosférica, caracterizada como uma faixa de bedroom pop, indie pop e power pop com elementos de folk e indie rock. Foi inspirada pelas emoções desorientadoras que Rodrigo sentiu após uma recente decepção amorosa, ao vê-la se apaixonar por um ex que se afastou dela. Ela escreveu a canção com o seu produtor, Dan Nigro. A canção foi escrita na chave de ♭maior e tem um andamento lento de 72 batidas por minuto, com bumbo duplo e palmas no segundo verso e introdução. O alcance vocal de Rodrigo na música vai da nota baixa de G3 à nota alta de F5. Liricamente, a música faz Rodrigo dirigir por um subúrbio após tirar sua carteira de motorista, onde está chateada e irritada, ponderando se algum dos sentimentos do sujeito foi verdadeiro.
Começando com o som de ligar o motor de um carro, Rodrigo entrega vocais de soprano sobre uma tecla de piano pulsante, que se transforma em "uivos catárticos de dor" conforme a música avança, junto com um crescendo crescente seguido por um refrão emocional. A instrumentação minimalista também consiste em palmas sincopadas e harmonias intensas, e atinge seu auge em uma rica ponte de vocais em camadas com a frase de efeito "Mas eu ainda te amo pra caralho". Conforme afirmado por Rodrigo, a música tem influências de Lorde e Taylor Swift, o que também foi notado pelos críticos. Rodrigo afirmou ainda que o EP da cantora indie pop americana Gracie Abrams, Minor (2020), inspirou o estilo musical de "Drivers License".
Em entrevista à revista Vogue, Rodrigo reconheceu que a música tinha erros gramaticais, entre eles a falta de apóstrofo ("Drivers License" x "Driver's License") e a dupla negativa contraditória: "Nunca me senti assim por ninguém".

## Recepção critica
"Drivers License" foi amplamente aclamada pelos críticos musicais. O crítico do Clash, Robin Murray, chamou a canção de "uma declaração pop sensacional, um momento melódico impecável desde o início". Ele elogiou sua composição firme e produção atmosférica. Matthew Kent e William Li, escrevendo para The Line of Best Fit, elogiaram o som eufórico da canção e o lirismo comovente, e afirmaram que o single é embalado com "soco emocional após soco emocional". Eles chamaram a música de um single de estreia "impressionante" e "emocionante". Kelsie Gibson, do PopSugar, opinou que a música tem grandes influências de Lorde e Taylor Swift, que são duas das inspirações musicais de Rodrigo. O crítico do Stereogum Chris DeVille descreveu "Drivers License" como uma power ballad cinemática e à moda antiga, uma "faixa de sadgirl principal do Spotify" que começa "como uma trêmula canção de Phoebe Bridgers" e termina como uma "resplandecente faixa de Folklore".
Listando-o entre as melhores novas músicas, Claire Dodson da Teen Vogue comentou que Rodrigo emprega vocais altos e captura "pequenos detalhes" na música. Dodson pensou que a música canaliza "a habilidade de composição que ela já traz para a mesa". Nomeando-a como uma das "10 novas canções pop legais para você passar a semana", os escritores da Billboard Gab Linsberg e Jason Lipshutz marcaram "Drivers License" como o tipo de single de estreia "que aspirantes a artistas sonham", em que Rodrigo aperfeiçoa sua "fragilidade e emoção intensificada". Eles elogiaram o alcance da cantora na música, oscilando entre as "harmonias de bater palmas" do crescendo e a "balada sufocada" da ponte. Ellise Shafer, da Variety, achou a música identificável e vulnerável e elogiou sua produção e desempenho vocal. Shafer a observou como "uma música obrigatória para qualquer entusiasta do pop".
Chamando a música de "uma das primeiras candidatas à canção do ano", a crítica da Rolling Stone Brittany Spanos observou que a produção de "Drivers License" é uma reminiscência de Melodrama de Lorde (2017), enquanto as letras e o canal "detalhado" de contar histórias de Fearless de Taylor Swift (2008). Spanos elogiou as habilidades de composição e potência emocional de Rodrigo aos 17 anos, e acrescentou que "ela provavelmente poderia se tornar a próxima grande contadora do pop". Justin Curto, da Vulture, opinou que "Drivers License" mistura "os arranjos íntimos de Folklore e Evermore com o pop de alto risco de Lover, juntando tudo isso com uma dramática ponte Swiftian". Ele também acrescentou que os vocais calmos de Rodrigo soam como Billie Eilish, enquanto seus momentos hinosos lembram Lorde, com dicas de Alessia Cara. Jared Richards, do Junkee, afirmou que a canção tem "uma qualidade irredutível, capturando um coração partido muito específico", mesclando "a lenta construção do piano e as rupturas de Melodrama de Lorde com a composição de Swiftian", e considerou-a "Maior Pop do Momento" de 2021.
Em 2021, a Billboard classificou-a em terceiro lugar em sua lista das "100 maiores pontes musicais do século 21".

## Desempenho comercial
"Drivers License" teve amplo sucesso comercial em todo o mundo e foi considerada o maior sucesso do mundo em 2021. Após o lançamento, a música alcançou o número um nas paradas internacionais de músicas do Spotify, Apple Music e Amazon Music. A Billboard informou que, em seus primeiros três dias nos Estados Unidos, a música vendeu mais de 16.000 downloads digitais e recebeu mais de 21 milhões de streams. Em comparação com o dia do lançamento, os streams totais da música aumentaram 122% em seu segundo dia e outros 32% em seu terceiro dia.
A música quebrou o recorde do Spotify para o maior número de streams em um dia para uma música não-natalina, com mais de 15 milhões de streams globais em seu quarto dia (11 de janeiro de 2021). No dia seguinte, ele ampliou seu recorde com mais de 17 milhões de streams. Também quebrou o recorde de música mais rápida a atingir 100 milhões de streams no Spotify. "Drivers License" quebrou o recorde do Spotify para o maior número de streams de uma música em uma única semana, com mais de 65 milhões de streams na semana que terminou em 14 de janeiro de 2021. Também quebrou o recorde para o maior número de streams globais da primeira semana para uma música na história da Amazon Music, e se tornou a música mais solicitada em um único dia no Alexa.
Além disso, "Drivers License" alcançou o primeiro lugar na Billboard Global e Global Excl., gerando 130 milhões de streams e 49.000 vendas com o primeiro, e 54,5 milhões de streams e 12.000 vendas com o último. Marcou o maior streaming semanal total do mundo para uma música de uma artista feminina, com 130.060.000 streams, ultrapassando a soma de 130.042.000 de "All I Want for Christmas Is You" de Mariah Carey. "Drivers License" liderou ambas as paradas globais por três semanas consecutivas, tornando-se a primeira música de uma artista feminina a fazê-lo desde a inauguração das paradas, e a segunda no geral, após "Dákiti" (2020) de Bad Bunny e Jhay Cortez. Ficou no topo das paradas por oito semanas consecutivas.

### Estados Unidos
"Drivers License" estreou no topo da Billboard Hot 100, dando a Rodrigo seu primeiro single número um nos Estados Unidos, e fazendo dela a primeira artista feminina não particupante do American Idol a ter seu primeiro single debutando em número um desde Lauryn Hill em 1998. Isso marcou sua segunda entrada na parada, depois de "All I Want". "Drivers License" ganhou 76,1 milhões de streams, 38.000 downloads digitais e 8,1 milhões de impressões de airplay em sua semana de abertura. O single passou três semanas consecutivas no número um na Billboard Hot 100. Ultrapassando Jawsh 685, que liderou as paradas com "Savage Love (Laxed — Siren Beat)" com Jason Derulo, Rodrigo tornou-se a artista mais recém-nascida a chegar ao topo da Hot 100, e a mais jovem desde Billie Eilish, que o alcançou com "Bad Guy" (2019), e é a artista mais jovem a estrear no topo da Hot 100. "Drivers License" liderou as paradas da Billboard Streaming Songs e Digital Song Sales, permanecendo no topo de ambas por três semanas consecutivas. A Billboard apontou "Drivers License" notou a canção como um dos hits número um mais dominantes de todos os tempos, acumulando mais do que o dobro das unidades Hot 100 de seu concorrente mais próximo, "Mood" (2020). "Drivers License" passou oito semanas consecutivas no topo da Billboard Hot 100; tornou-se o sétimo single na história da parada a ter estreado no número um e passado pelo menos as primeiras oito semanas no local, e o mais longo número um em um single de estreia.

### Outros mercados
No Reino Unido, "Drivers License" entrou em primeiro lugar no UK Singles Chart datado de 21 de janeiro de 2021. Ela passou três semanas no topo da tabela até agora. Ganhando 2.407 milhões de streams em 12 de janeiro de 2021, a faixa quebrou o recorde de mais streams em um dia na história britânica para uma música que não fosse de Natal, superando o recorde anterior de "Shape of You" de Ed Sheeran (2017). Com 95.000 unidades movidas em sua primeira semana, "Drivers License" também teve a maior semana de abertura para um single de estréia número um no topo do UK Singles Chart desde "Pillowtalk" de Zayn Malik (2016). "Drivers License" passou nove semanas no topo do UK Singles Chart, tornando-se a mais longa corrida no topo para uma artista solo desde "Dance Monkey" de Tones and I que passou onze semanas consecutivas no topo em 2019. Estimulado por "Drivers License", "All I Want" alcançou o número 32, marcando sua segunda entrada no top 40 no Reino Unido.
Na Irlanda, a "Drivers License" ficou no topo da Irish Singles Chart. Foi a música mais baixada e transmitida do país nas duas primeiras semanas, superando o resto das cinco primeiras combinadas. Até agora, permaneceu no primeiro lugar por nove semanas consecutivas; foi acompanhada por "All I Want", que atingiu um novo pico de número 16 na tabela.
Na Austrália, "Drivers License" estreou no topo da ARIA Singles Chart datado de 24 de janeiro de 2021, marcando Rodrigo como sua primeira música número um na Austrália. Ao fazer isso, a canção se tornou o primeiro single de estreia a chegar ao topo da parada de singles de Aria desde "Sign of the Times" de Harry Styles em 2017. "Drivers License" passou seis semanas consecutivas no topo da tabela.

## Vídeo musical

Uma foto do videoclipe, em que Rodrigo dirige um carro por um bairro suburbano à noite.

O vídeo, dirigido por Matthew Dillon Cohen, adota uma estética vinheta e retrata a cura de Rodrigo de uma decepção amorosa. Ela recebe sua carteira de motorista no vídeo, mas em vez de ir para a casa de seu antigo namorado como ela costumava sonhar, ela se vê cruzando sem rumo pelas ruas laterais dos subúrbios. Rodrigo relembra momentos de seu breve relacionamento. No início do vídeo, ela é abraçada apenas pelas memórias felizes, mas eventualmente, todos os traços tóxicos de seu ex-namorado a confrontam. O vídeo recebeu comentários positivos dos críticos por seu visual. O vídeo de quatro minutos ganhou mais de 210 milhões de visualizações até maio de 2021.

## Impacto
Quando estávamos falando sobre o público que [Rodrigo] tinha antes do lançamento—é um público muito jovem, feminino e engajado. Então, eles realmente acenderam a chama. Mas agora o que você tem é viajar muito além desse público. E obviamente as plataformas de mídia social ajudaram nisso, mas acho que apenas de boca em boca. Esta é uma música que você está falando com todos agora. Todo mundo está ouvindo, todo mundo está obcecado por isso.— Spotify sobre o sucesso viral de "Drivers License" Billboard
"Drivers License" foi considerada o lançamento da carreira musical de Rodrigo. O sucesso comercial instantâneo de "Drivers License" foi atribuído à ascensão do nicho de mercado do bedroom pop, ao lirismo e apelo emocional da música, ao TikTok, ao jornalismo de tablóide e à especulação de mídia social em torno da música e à carreira de Rodrigo na Disney. The Indian Express opinou que a música faz parte do movimento DIY na indústria musical, onde jovens artistas (principalmente a Geração Z), como Rodrigo, Billie Eilish e Tate McRae, são capazes de fazer música com "qualidade quase de estúdio" sem sair de casa. Comentando sobre o sucesso sem precedentes da música, Becky Bass do Spotify afirmou que "Nunca vimos nada parecido com isso, onde você tem um artista novo que simplesmente sai do portão de forma dominante e continua a crescer".
Paper comentou que a música é um "produto de anos de tendências pop" que ressoa com milhões de ouvintes, semelhante à ascensão de Eilish em 2019, Lorde em 2013 ou Taylor Swift no final dos anos 2000, mas ocorreu instantaneamente no caso de Rodrigo, por causa das recentes inovações tecnológicas como o TikTok que alterou o curso da indústria musical. A hashtag do TikTok "#driverslicense" acumulou mais de 888,5 milhões de visualizações em uma semana. O jornal também destacou o interesse dos consumidores no fundo romântico da música (um fenômeno em que os ouvintes investem no drama entre co-estrelas da Disney) como um fator para o sucesso da música. O escritor do The New York Times, Joe Coscarelli, escreveu que a música foi estimulada não apenas por sua qualidade, mas também pelas fofocas que a cercavam, combinada com o plano de marketing da gravadora e o apoio de celebridades como Swift. Ele observou que a canção autobiográfica estimulou tabloides e ouvintes a "juntar seus paralelos da vida real", enquanto os vídeos do TikTok levaram a postagens de mídia social, "que levaram a streams, que levaram a artigos de notícias, e de volta", gerando um loop de feedback "imbatível". Coscarelli acrescentou que, semelhante a Britney Spears, Justin Timberlake, Christina Aguilera, Miley Cyrus, Selena Gomez e Bridgit Mendler, Rodrigo pegou "suas experiências dentro da máquina Disney e tentou traduzi-las para um público mais amplo e adulto".
Chris DeVille, do Stereogum, descobriu que Rodrigo é um exemplo de "atriz que virou estrela pop" que lucrou com seus papéis mais conhecidos, como Bizaardvark e High School Musical: The Musical: The Series, que "criaram um enorme sucesso público para uma futura carreira musical de Rodrigo"; "Drivers License" maximizou esse interesse referindo-se ao "drama dos bastidores" envolvendo Joshua Bassett e Sabrina Carpenter. DeVille acrescentou que a canção "terá um efeito cascata" que afetará a indústria em 2021 e além, já que seu som bedroom pop está desafiando o domínio do hip-hop em plataformas de streaming. Douglas Greenwood, escrevendo para o I-D, afirmou que "Drivers License" contém "todos os ingredientes tradicionais de um sucesso". Insider apelidou a música de "marco cultural do início de 2021", citando seu "apelo da garota triste" ecoando Geração Z (semelhante a Lorde e Eilish), o romance de celebridades associado a ela (como o de Swift), a ponte cinematográfica da música, a popularidade do TikTok e a facilidade de rádio são fatores que contribuem para o sucesso da música.

## Lista de faixas
CD single
1. "Drivers License" – 4:04
2. "Drivers License" (radio edit) – 3:48
3. "Drivers License" (instrumental) – 4:02

## Créditos e pessoal
Créditos adaptados do encarte de Sour.
Locais de estúdio
- Gravado no Amusement Studios (Los Angeles)
- Mixado no SOTA Studios (Los Angeles)
- Masterizado no Sterling Sound (New York)

Pessoal
- Olivia Rodrigo – composição, vocais, vocais de apoio
- Dan Nigro – composição, produção, gravação, piano, baixo, percussão, programação de bateria, sintetizador, vocais de apoio
- Dan Viafore – assistente de engenharia
- Mitch McCarthy – mixagem
- Randy Merrill – masterização

## Desempenho nas tabelas musicais
| Tabela musical (2021)                         | Melhor posição |
| --------------------------------------------- | -------------- |
| Billboard Global 200                          | 1              |
| Alemanha (Media Control AG)                   | 2              |
| Argentina (Argentina Hot 100)                 | 54             |
| Austrália (ARIA)                              | 1              |
| Áustria (Ö3 Austria Top 75)                   | 1              |
| Bélgica (Ultratop 50 de Flandres)             | 1              |
| Bélgica (Ultratop 50 da Valônia)              | 4              |
| Bolívia (Monitor Latino)                      | 8              |
| Brasil (Top 50 Streaming)                     | 39             |
| Canadá (Canadian Hot 100)                     | 1              |
| Chéquia (Singles Digitál Top 100)             | 1              |
| Colômbia (National Report)                    | 41             |
| Coreia do Sul (Gaon)                          | 139            |
| Costa Rica (Monitor Latino)                   | 15             |
| Dinamarca (Tracklisten)                       | 1              |
| El Salvador (Monitor Latino)                  | 12             |
| Eslováquia (Singles Digitál Top 100)          | 1              |
| Eslováquia (Rádio Top 100)                    | 5              |
| Espanha (PROMUSICAE)                          | 4              |
| Estados Unidos (Billboard Hot 100)            | 1              |
| Estados Unidos (Billboard Adult Contemporary) | 10             |
| Estados Unidos (Billboard Adult Top 40)       | 1              |
| Estados Unidos (Billboard Mainstream Top 40)  | 1              |
| Estados Unidos (Billboard Rhythmic Songs)     | 30             |
| Finlândia (Suomen virallinen lista)           | 1              |
| França (SNEP)                                 | 2              |
| Grécia (IFPI)                                 | 1              |
| Guatemala (Monitor Latino)                    | 2              |
| Hungria (Rádiós Top 40)                       | 15             |
| Hungria (Single Top 40)                       | 5              |
| Hungria (Stream Top 40)                       | 1              |
| Irlanda (IRMA)                                | 1              |
| Israel (Media Forest)                         | 1              |
| Itália (FIMI)                                 | 8              |
| Japão (Billboatd Japan Hot Overseas)          | 1              |
| Lituânia (AGATA)                              | 1              |
| Malásia (RIM)                                 | 1              |
| México (AMPROFON)                             | 7              |
| Nicarágua (Monitor Latino)                    | 8              |
| Nova Zelândia (Recorded Music NZ)             | 1              |
| Noruega (VG-lista)                            | 1              |
| Países Baixos (Dutch Top 40)                  | 1              |
| Países Baixos (Mega Single Top 100)           | 1              |
| Panamá (Monitor Latino)                       | 6              |
| Polónia (Polish Airplay Top 100)              | 44             |
| Porto Rico (Monitor Latino)                   | 14             |
| Portugal (AFP)                                | 1              |
| Reino Unido (OCC)                             | 1              |
| República Dominicana (Monitor Latino)         | 6              |
| Roménia (Airplay 100)                         | 55             |
| Singapura (RIAS)                              | 1              |
| Suécia (Sverigetopplistan)                    | 1              |
| Suíça (Schweizer Hitparade)                   | 2              |
| Venezuela (Record Report)                     | 40             |

## Certificações
| País (Empresa)             | Certificação |
| -------------------------- | ------------ |
| Alemanha (BVMI)            | Ouro         |
| Austrália (ARIA)           | 2× Platina   |
| Áustria (IFPI Áustria)     | Platina      |
| Bélgica (BEA)              | Platina      |
| Canadá (Music Canada)      | 3× Platina   |
| Dinamarca (IFPI Dinamarca) | Ouro         |
| Estados Unidos (RIAA)      | 3× Platina   |
| Espanha (PROMUSICAE)       | Platina      |
| Itália (FIMI)              | Platina      |
| Nova Zelândia (RMNZ)       | Platina      |
| Polónia (ZPAV)             | Ouro         |
| Portugal (AFP)             | Platina      |
| Reino Unido (BPI)          | Platina      |
| Suíça (IFPI Suíça)         | Platina      |
| Streaming                  |              |
| Grécia (IFPI Grécia)       | Ouro         |

## Histórico de lançamento
| Região         | Data                   | Formatos                   | Gravadoras | Ref.    |
| -------------- | ---------------------- | -------------------------- | ---------- | ------- |
| Várias         | 8 de janeiro de 2021   | Download digital streaming | Geffen     | [ 127 ] |
| Itália         | 15 de janeiro de 2021  | Contemporary hit radio     | Universal  | [ 128 ] |
| Reino Unido    | 15 de janeiro de 2021  | Contemporary hit radio     | Interscope | [ 129 ] |
| Estados Unidos | 19 de janeiro de 2021  | Contemporary hit radio     | Interscope | [ 7 ]   |
| Reino Unido    | 23 de janeiro de 2021  | Adult contemporary radio   | Interscope | [ 130 ] |
| Rússia         | 1 de fevereiro de 2021 | Contemporary hit radio     | Universal  | [ 131 ] |
| DACH           | 1 de abril de 2021     | CD single                  | Geffen     | [ 57 ]  |